# 直接メタノール燃料電池
直接メタノール燃料電池（ちょくせつメタノールねんりょうでんち、direct methanol fuel cell、DMFC）は、メタノールを燃料とする固体高分子形燃料電池の一種である。

## 概要
直接メタノール燃料電池の構造そのものは、普通の固体高分子形燃料電池とほぼ同じである。
特徴はその名前の通り、燃料改質器でメタノールから水素を作らずに、メタノールを燃料極で直接反応させることである。
例として、プロトン交換膜を用いた直接メタノール燃料電池の電池反応を示す。
燃料極： {\displaystyle {\ce {{CH3OH}+H2O->{CO2}+{6H+}+{6{\it {e}}^{-}}}}}
空気極： {\displaystyle {\ce {{O2}+{4H+}+4{\it {{e}^{-}}}->2H2O}}}
全反応： {\displaystyle {\ce {CH3OH + 3/2O2 -> CO2 + 2H2O}}}
このように直接メタノール燃料電池においては、メタノールが燃料極で直接酸化される。
反応生成物として、燃料極では二酸化炭素、空気極では水が生成する。
直接メタノール燃料電池の起電力は、メタノール酸化反応の自由エネルギー変化が-698.2kJ mol-1で、6個の電子が反応するから、
E = -ΔGf / z F= 6.98×105 [J mol-1] / (6 × 96485 [C mol-1]) = 1.21 [V]
と計算される。
この値は、水素を燃料とする燃料電池の起電力（1.23V）とそれほど変わらない。
しかし、燃料極に供給されたメタノールは電解質膜を透過して空気極に達する（クロスオーバー現象）ため、空気極は酸素の還元とメタノールの酸化の両方を反映した混成電位となって、電池の開回路電圧が低下する。
加えて、発電時では、メタノールの酸化反応は水素の酸化反応より遅いため、発電時には活性化分極が大きくなり電圧は低下する。
また、メタノール酸化反応の中間生成物である一酸化炭素が触媒毒となり、電極で用いている白金の触媒活性を低下させる（一酸化炭素被毒）。
これらの理由により、一般的に、直接メタノール燃料電池は、水素燃料電池と比較すると性能が低くなる。

## 実用化
2009年10月22日、東芝がモバイル機器の充電用として直接メタノール型の小型のモデルの販売を、台数限定で開始した。IEC (国際電気標準会議) の安全性規格 (暫定版) に準拠、としている。ダイレクトメタノール燃料電池車への搭載も予定される。